# N-OFDM
N-OFDM (англ. Non-Orthogonal Frequency Division Multiplexing — мультиплексування з неортогональним частотним поділом каналів) є цифровим методом модуляції, що використовує множину близько розташованих, неортогональних за частотою піднесучих. Як і в OFDM, кожна піднесуча модулюється за звичайною схемою модуляції (наприклад, квадратурна амплітудна модуляція).

## Принцип розміщення піднесучих

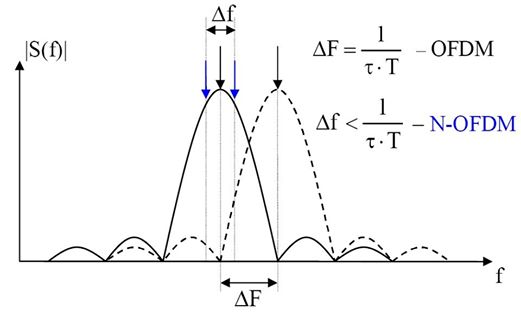
Розподіл піднесучих відносно амплітудно-частотних характеристик фільтрів швидкого перетворення Фур'є

N-OFDM сигнал формується {\displaystyle N} гармонійними піднесучими, які можуть бути рознесені за частотою як на рівні частотні інтервали {\displaystyle \Delta f} (в цьому випадку має місце еквідистантне розташування піднесучих), так і на різні (нееквідистантний варіант N-OFDM).
При еквідистантному розташуванні частот смуга частот N-OFDM сигну {\displaystyle \Delta F} ділиться на {\displaystyle N} підканалів, ширина кожного з яких {\displaystyle \Delta f<1/T_{s}}, де {\displaystyle T_{s}} — тривалість сигнальної вибірки, над якою виконується операція швидкого перетворення Фур'є (символьний інтервал).
Якщо записати вираз для частотного інтервалу між піднесучими у вигляді {\displaystyle \Delta f=\alpha /T_{s}}, то випадок {\displaystyle \alpha =1} буде відповідати OFDM, а {\displaystyle \alpha <1} — еквідистантному варіанту N-OFDM.
При нееквідистантному розміщенні піднесучих, у загальному випадку в межах одного багаточастотного пакету можуть комбінуватися не тільки частотні інтервали {\displaystyle \Delta f_{i}<1/T_{s}}, а й притаманні OFDM ({\displaystyle \Delta f_{i}=1/T_{s}}) і навіть FDM ({\displaystyle \Delta f_{i}>1/T_{s}}).
Перевагою нееквідистантного розташування піднесучих є можливість значного зменшення похибок оцінювання квадратурних складових амплітуд сигналів у порівнянні з рівномірним частотним інтервалом.

## Коротка історія N-OFDM
Прообразом цього методу модуляції сигналів став спосіб вимірювання амплітудно-частотних характеристик (АЧХ) радіотехнічної системи за допомогою багаточастотного сигнального пакета, викладений в описі патенту Російської Федерації на винахід № 2054684
. У цьому винаході використано оптимальне оцінювання амплітуд кожного з гармонійних сигналів, ідентичне застосованому згодом для демодуляції N-OFDM сигналів. Істотною відмінністю зазначеного способу стало те, що частоти вхідних впливів у сумарному пакеті тестових сигналів можуть бути рознесені на частотний інтервал, менший релєївської межі розрізення (ширини АЧХ частотного фільтра).
У 2001 р. Слюсарем В. І. було покладено початок розвитку теорії N-OFDM. Цей науковий напрям став узагальненням технології OFDM і відрізняється надрелеївським ущільненням сигналів за частотою з подальшою демодуляцією сигналів шляхом оптимального рішення системи рівнянь правдоподібності відносно невідомих оцінок амплітуд.
Аналогічні роботи за кордоном вперше появились осінню 2003 року. При цьому застосовуються еквівалентні по відношенню до N-OFDM терміни NOFDM, n-OFDM, Spectrally Efficient FDM (SEFDM) та інші, які по суті описують відомі з публікацій по N-OFDM методи формування і обробки неортогональних за частотою сигналів, або ж являють собою їхній подальший розвиток.

## Переваги N-OFDM
Хоча демодуляція N-OFDM сигналів і є більш складною у порівнянні з OFDM, перехід до неортогонального розташування частот піднесучих забезпечує низку переваг:
- більш висока спектральна ефективність, що дозволяє зменшити смугу частот, яку займуть сигнали, і поліпшити електромагнітну сумісність множини терміналів;
- адаптивне відлаштування від зосереджених за частотою завад шляхом зміни номіналів частот піднесучих;
- можливість врахування допплерівських зсувів частот піднесучих при роботі з абонентами, що рухаються на високих швидкостях;
- використання різних частотних планів як додатковий ключ для захисту інформації від несанкціонованого доступу до каналу зв'язку;
- зменшення пік-фактора багаточастотної сигнальної суміші.

## Методи обробки N-OFDM сигналів

### Ортогоналізація Грама — Шмідта та Льовдіна
Для демодуляції сигналів N-OFDM в роботах використовують класичну процедуру ортогоналізації сигналів Грама — Шмідта, яка дозволяє перетворити лінійно незалежну систему векторів в ортонормовану. Недоліком такого підходу є суттєве зростання похибок ортогоналізації при збільшенні кількості піднесучих сигналів в пакеті, особливо при скороченні їх частотного рознесення. Більш стійкою до похибок є процедура ортогоналізації Льовдіна (Per-Olov Löwdin).

### Демодуляція N-OFDM сигналів на основі вейвлет-фільтрації
Для демодуляції N-OFDM сигналів, що являють собою сукупність гармонійних, неортогональних за частотою піднесучих, на прийомній стороні може використовуватися вейвлет-фільтрація. В найпростішому випадку це може бути система ортогональних за частотою вейвлет-фільтрів, що синтезують на основі вейвлет-перетворень, які породжують АЧХ з зручним аналітичним описом. Прикладом таких вейвлетів є гармонійні сплески та вейвлет Морлє.

### Демодуляція N-OFDM сигналів на виходах фільтрівШПФ
Детальний опис демодуляції N-OFDM після синтезу частотних фільтрів за допомогою ШПФ приведено в описі патента РФ на винахід № 2054684.

### Демодуляція N-OFDM сигналів без синтезу фільтрів ШПФ
При відмові від формування фільтрів ШПФ демодуляція N-OFDM сигналів можлива кореляційним методом. Приклад такої обробки розглянутій в роботі Макарова С. Б., Зав'ялова С. В.